# Заморье
Заморье (греч. Περατεία, Ператея, Ператия, Ператейя; букв.: место по ту сторону [моря], сравн.: перея) — название заморской территории Трапезундской империи, состоящий из крымских городов Херсонeса, Судака, Керчи, Тамани и их пригородов. Крымскую Ператею упоминает пространная и анонимная греческая хроника начала XVI в. По прошествии времени Ператия уменьшилась в размерах, самоизолировалась и трансформировалась в небольшое греко-православное княжество Феодоро.

## История

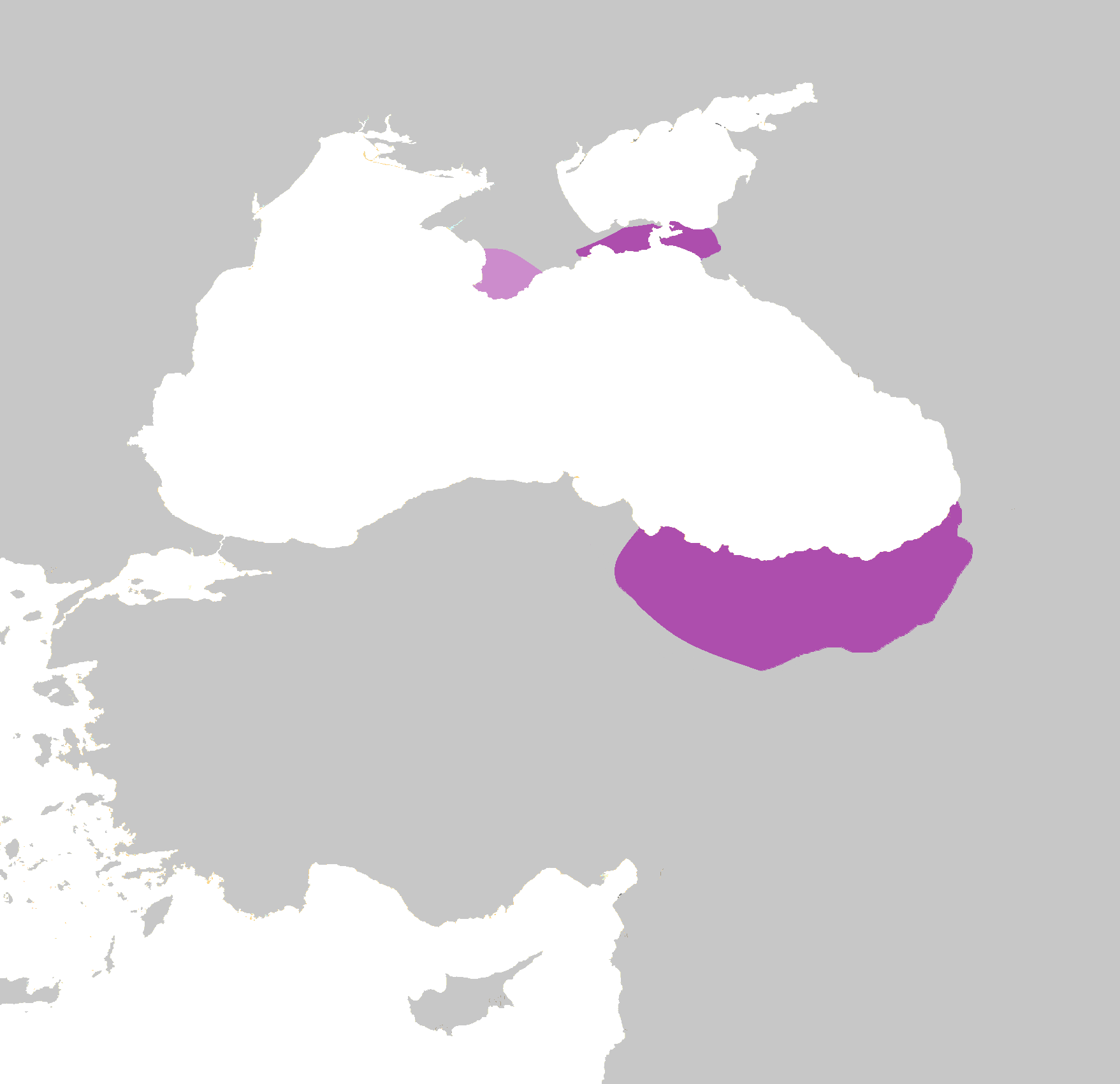
Трапезундская империя и её крымско-таманское Заморье около 1220 года

Территория северопричерноморскиx владений, прежде всего Крымa, входила в состав Херсонской фемы Византийской империи, но в поздневизантийский период, по-видимому, управляясь не напрямую из Константинополя, а опосредованно — через наместника в Трапезунде. О том, что эта часть Тавриды всегда тяготела к малоазийской части империи, а не к собственно Греции и Фракии, указывают общие черты в культуре и архитектуре. Именно по этой причине Трапезунд получил контроль над крымской частью бывших византийских владений после распада империи. Трапезундская империя Великих Комнинов была создана за несколько недель до захвата крестоносцами Константинополя в 1204 году. В 1205—1207 годах Алексей I Великий Комнин провозгласил власть Трапезунда над южной третью Крыма от Херсонеса до Керчи.
На начальном этапе формирования Трапезундской империи важным связующим звеном между Ператеей и Трапезундом был порт Синоп. Однако в 1214 году его хитростью взяли сельджуки: поймав императора Алексея Комнина на охоте у стен города, турки начали публично пытать его и невыдержавшие пыток горожане сдали свой город мусульманам в обмен на жизнь императора. Оторванную теперь от Трапезунда греко-православную Ператию с моря и с суши стали теснить венецианцы, генуэзцы, ногайцы и сельджуки. Контроль Трапезунда над Ператеей был слаб изначально. Потеря Синопа и смерть Алексия I в 1222 году только усугубили положение дел. В 1223 году турки-сельджуки покорили и разграбили побережье Крыма в ходе Крымского похода Хусамеддина Чобана и построили крепость и первую крымскую мечеть в Судаке чтобы перенаправить пути крымской торговли из Трапезунда в захваченный ими Синоп.

### Население и религия
Религиозная жизнь  в конце XII — начале XIII века, судя по эпиграфическим свидетельствам, не замирала: создаются новые монастыри (например, Северный монастырь основан в 1220-х годах на Мангупе), перестраиваются старые храмовые комплексы. Кое-какие политические связи климатов Крымской Готии, ранее зависимых от Византийской империи, с Трапезундской империей — главным образом, уплата населением податей — ещё поддерживались в 1204—1261 годах, а к XIV веку сохранились только церковные отношения. Известно, что в эти века Готская епархия в Юго-Западной Таврике продолжала существовать, но нахождение её центра на Мангупе пока не доказано.

## Княжество Феодоро
В 1254/59—1265/66 годах Трапезунд временно вернул контроль над Синопом. Связи с Ператеей также временно укрепились. Иоанн II Комнин, женившись на дочери византийского императора Михаила VIII Палеолога, сложил с себя титул «императора ромеев» в 1282 году. С тех пор Трапезундский царь носит титул «императора Востока, Иверии и Заморья». После 1265 года на землях вокруг окончательно утраченного Синопа и 12 бывших греческих крепостей сформировался тюркско-персидский эмират Перванэ (1265—1292). Связь Трапезунда с Ператией вновь ослабла. К середине XIV века крымская Ператея стала частью независимого княжества Феодоро.